# Magmatické těleso
Magmatická tělesa jsou taková, která vznikla utuhnutím magmatu pod zemským povrchem. Jejich tvar je závislý na charakteru horniny, do které tavenina pronikla. Jsou tvořena převážně felsickými nebo intermediálními horninami, jako je granit, nebo diorit, ale někdy také bazickými horninami, nejčastěji je to gabro. Jestliže však magma prorazí až na zemský povrch, označuje se jako láva.

## Vznik magmatických těles
Magmatické (vyvřelé) horniny vznikly utuhnutím žhavotekuté taveniny, chemicky značně složité, která pochází z hlubin země. Nazývá se magma (z řec. magma = směs). Magma vzniká nestejným oteplováním jednotlivých částí zemských hlubin při rozpadu radioaktivních prvků. Silněji ohřátá místa se roztavují, stávají se řidšími a vznikající magma se tlačí a proniká do vyšších míst blíže k povrchu zemskému. Zvláště žhavé proniky magmatu taví i okolí a slévají se postupně ve větší nebo velká magmatická ohniska nebo krby (hnízda magmatu). Toto proudění, vzniklé nestejným ohříváním hlubin zemské kůry, vyvolává různá napětí a je proto jednou z hlavních příčin pohybů zemské kůry, které se projevují vrásněním (orogenezí). Dosud pevné části zemské kůry tlačí svou vahou na magmatické krby a vyvolávají všesměrný (hydrostatický) tlak. Proto i magma tlačí na okolí a kde je zemská kůra slabší nebo porušena zlomy, proniká až k samému povrchu. Tlak se postupně k povrchu stále snižuje, magma chladne a uvolňuje, často bouřlivě, uvolněné plyny, udržované v něm jen abnormálně vysokými tlaky ve větších hloubkách zemské kůry. . Magma postupně chladne a tuhne, někdy rychleji, jindy pomaleji. Takto vzniklé horniny se nazývají magmatické nebo vyvřelé (eruptivní). Utuhlé magma vyplňuje různě prostor v zemské kůře a vytváří magmatická tělesa různé velikosti a tvaru. Nazývají se tělesa intruzivní. (z latiny intrudo = vtlačuji, vnikám).  Jsou dvojího druhu. Jestliže utuhla velmi pomalu za značného tlaku nadložních vrstev a vytvořila ve větších hloubkách pod zemským povrchem tělesa zpravidla velmi rozměrná a nepravidelná, nazývají se hlubinná (abysální, z řečtiny abyssos = bezedný), nebo také intrakrustální (z latiny intra = dovnitř, uvnitř a crussta = kůra). Jestliže magma utuhlo nehluboko pod zemským povrchem za rychlého ubývání teploty i za nižšího tlaku, jsou to tělesa podpovrchová (hypoabysální, z řečtiny hyp-  = nad, abyssos = bezedný).Jestliže magma prorazí až na zemský povrch, označuje se jako láva a vznikají z něj povrchová tělesa efuzivní (výlevná).

## Tvary magmatických těles
Podle hloubky vzniku se rozlišují magmatická tělesa vniková (hlubinná a podpovrchová) a povrchová.

### Hlubinná magmatická tělesa
Vniková (intruzivní) magmatická tělesa hlubinná (abysální) utuhla velmi pomalu za značného tlaku nadložních vrstev ve velkých hloubkách pod zemským povrchem a bývají velmi rozměrná. Podle svého tvaru vytvářejí: batolity, plutony, pně, etmolity, chonolity a jejich apofysy.
Batolity (z řečtiny bathys = hluboký, lithos = kámen) jsou rozsáhlá (až tisíce km²) intruzivní tělesa magmatických hornin, nejčastěji zhruba kruhovitého nebo eliptického tvaru, diskordantní vůči svému okolí; jejich spodní omezení není známé. Většinou jsou složeny z kyselých hornin (granitoidů) a vždy vázany na orogenní pásma, která jsou s nimi paralelně protažená. Hranice s okolím může být ostrá nebo difúzní (plynulý přechod). Některé batolity vznikly substitucí okolních hornin (granitizace), jiné výstupem magmatu a jeho intruzí. Batolity často výrazně kontaktně metamorfují své nejbližší okolí (tzv. metamorfní aureola neboli kontaktní dvůr) a bývá na ně vázáno zrudnění.V češtině se pro ně používá termín masivy nebo spousty.
Plutony (Pluto = římský bůh podsvětí) jsou velká hlubinná tělesa magmatického původu, někdy chápané jako synonymum k batolitům, spíše však jsou považované jen za jejich část. Jsou to intruzívní tělesa konkordantně i diskordantně vnikající do okolních hornin, mohou být i obrovských rozměrů, od několika až do stovek kilometrů a mají velmi rozmanité tvary (okrouhlé, plošné, kopulovité, jazykovité). Horniny těchto těles se nazývají hlubinné neboli plutonické či plutonity. Typickými představiteli jsou granitoidy.
Batolity a plutony jsou největší a nejdůležitější hlubinná tělesa, většinou granitoidních hornin, petrograficky i strukturně značně nejednotná. Zakořeněná jsou v hlubších částech zemské kůry, takže je jejich podloží neznámé, a to ani na základě geofyzikálního průzkumu. Tuhly většinou v hloubkách kolem deseti kilometrů pod povrchem. Skutečnost, že dnes vystupují na povrch a jsou předmětem těžby v povrchových lomech, je podmíněna následnou erozí. (tvoří je hlubinné vyvřeliny).
Pně jsou hlubinné intruze menšího rozsahu než batolit, okrouhlého průřezu, strmého i mírného úklonu. Některé pně mohou být jen kupolemi skrytých batolitů.
Etmolit  (od řeckého éthmos = cezák nebo cedítko) je těleso magmatické intruze, které se do hloubky nálevkovitě zužuje. Tento tvar hlubinného tělesa zjistil a popsal německý geolog Wilhelm Salomon v Monte Adamello.
Chonolit (od řeckého choó nebo chchonnými =  sypu, nasypávám) je těleso magmatické intruze, které z hloubky vystupuje úzkou drahou,  nahoře se nálevkovitě nebo vějířovitě rozšiřuje a přechází ve vodorovné nebo mírně nakloněné intruze často se prstovitě větvící. Označení pro ně zavedl R. A. Daly.
Apofysy (od řeckého apo = od, fysó = vyvrhuji, odvrhuji) jsou výběžky z většího magmatického tělesa, které vybíhají do jeho okolí. Mívají stejné nerostné i chemické složení jako hlavní těleso. Česky se nazývají odžilky.

### Podpovrchová magmatická tělesa
Vniková (intruzivní) magmatická tělesa podpovrchová (hypoabysální) bývají drobnějších rozměrů, na rozdíl od těles hlubinných. Utuhla nehluboko pod zemským povrchem a jsou často spojovacími cestami mezi tělesy hlubinnými a povrchovými. Vznikla z magmatu, které vyplnilo pukliny v zemské kůře nebo zaplňovalo spáry mezi vrstvami usazených hornin a tvoří tedy horninové žíly. Podpovrchová intruzivní tělesa se rozdělují do dvou skupin. Do první patří ta tělesa, u kterých se magma prorazilo nebo se protavilo do vyšších částí zemské kůry přímo nejkratším směrem a proráží tedy vrstvy zemské kůry napříč - diskordantně. V druhém případě vniklo magma mezi vrstvy a po utuhnutí se vytvořila tělesa s vrstvami souhlasná - konkordantní.

#### Diskordantní podpovrchová tělesa
Jsou to buď sopouchy nebo pravé žíly.
Pravé žíly jsou bezprostředním úkazem vulkanizmu. Jsou často přívodními kanály magmatu a jsou velmi hojné. Nechybějí v žádné činné ani vyhaslé vulkanické oblasti a provázejí také všechna hlubinná tělesa.  Tloušťka žil (jejich mocnost) kolísá od několika centimetrů do mnoha desítek metrů.
Sopouchy jsou intruzivní výplně sopečných komínů. Jsou to sloupovitá tělesa o kruhovém nebo eliptickém průřezu, prostupující napříč horninami zemské kůry (tedy diskordantně). Vyplňují přívodní kanály (komíny, sopouchy), kterými magma pronikalo násilně až na samý zemský povrch. Nejsou vázány na pukliny v zemské kůře, ale přímo ji prorážejí bez ohledu na její stavbu a složení. Sopečné komíny (sopouchy) vznikaly prudkými explozemi, jejich výplně tvoří utuhlé magma, nebo tak zvané komínové brekcie, tvořené tufovým materiálem napadaným do sopouchu (sopečné bomby, sopečný písek a popel) a promíšené kusy utuhlého magmatu a hornin odervaných  ze stěn komínu. Komínové tufy a brekcie jsou často prostoupené žilnými proniky čedičového magmatu. Takový obsah byl nalezen v komínech třetihorních erupcí, které proráží usazeninami permského a křídového útvaru v severních Čechách. (Jičín, Mladá Boleslav, Nová Paka a další). Tyto sopouchy byly vyplněny převážně velmi tvrdým a odolným čedičem, odolávají erozi a denudaci, takže dnes v krajině vytvářejí nápadné suky a kupy.

#### Konkordantní podpovrchová tělesa
Jsou to ložní žíly a lakolity.
Ložní žíly vznikly z magmatu, které proniklo a utuhlo mezi vrstvami usazených hornin. Tvoří různě mocná tělesa, uložená s vrstvami rovnoběžně. Z výstupních kanálů se magma tlačilo do stran a využívalo přitom méně odolných mezivrstevních spár. Ložní žíly jsou zpravidla z diabasu, čediče, melafyru a pod. Ložní žíly vznikaly zpravidla v souvrstvích nezvrásněných. Při následném vrásnění pak byly spolu se souvrstvími zvrásněny i do nich proniklé ložní žíly.
Lakolity (z řeckého lakkos, λάκκος, „cisterna“ ve významu podzemní nádrž a lithos. kámen, hornina) jsou magmatická tělesa, která vznikla utuhnutím magmatu pod zemskou kůrou. Mohou mít různé tvary a tím také různé názvy: normální lakolit, lakolit cedrového typu, fakolit. lopolit a bysmalit. Více v samostatném článku lakolit.

### Povrchová magmatická tělesa
Povrchová (výlevná, extruzivní, efuzivní) magmatická tělesa vznikají utuhnutím rozlité lávy na zemském povrchu, a to buď na souši nebo i na mořském dně pod vodou. Jsou trojího druhu: Lávové příkrovy, lávové proudy a vytlačené kupy.
Lávový příkrov je plošně rozměrné těleso o různé mocnosti (tloušťce). Vznikl rozlitím lávy různými směry od místa výronu, a to buď na souši nebo na mořském dně. Láva, ze které vzniká, je velmi tekutá a řídká (z čediče, diabasu nebo melafyru). Vzniká v krajině ploché, málo kopcovité. Příkladem je Kolumbijská plošina v USA, kterou tvoří čedičové příkrovy rozlehlé jako celá střední Evropa a mocné až několik tisíc metrů. V Čechách jsou podmořské lávové příkrovy spilitů v českém algonkiu mezi Vltavou a Klatovy a diabasů ve středočeském ordoviku a siluru.
Lávové proudy jsou tělesa podobná lávovým příkrovům, ale jsou protažena jedním směrem podle směru toku lávy. Tento tvar vznikl tím, že proudy stékaly po svazích podle největšího spádu nebo plnily údolní rýhy. Jejich délka může být značná. Na Islandu dosahují délky až 80 kilometrů, na Havajských ostrovech až 50 kilometrů.
Lávové příkrovy a lávové proudy tuhnou od povrchu. Utuhlá kůra je špatným vodičem tepla, a proto pod ní zůstává láva dlouho tekutá. Její povrch pak bývá svraštělý, připomíná nakupená a propletená lana (lávy provazovité). Jindy povrch lávových proudů připomíná povrch ledových ker, navršených na sebe (lávy balvanité).
Vytlačené kupy vznikly z málo pohyblivé a silně viskosní lávy nad přívodním kanálem (sopouchem). Postupně vznikaly a rostly do výše příronem magmatu do středu tělesa. Jejich tvar je buď bochníkovitý (Říp u Roudnice) nebo homolovitý (Milešovka).

## Galerie

1. lakolit, 2. malá žíla, 3. batolit, 4. pravá žíla, 5. ložní žíla, 6. sopouch, 7. lopolit.
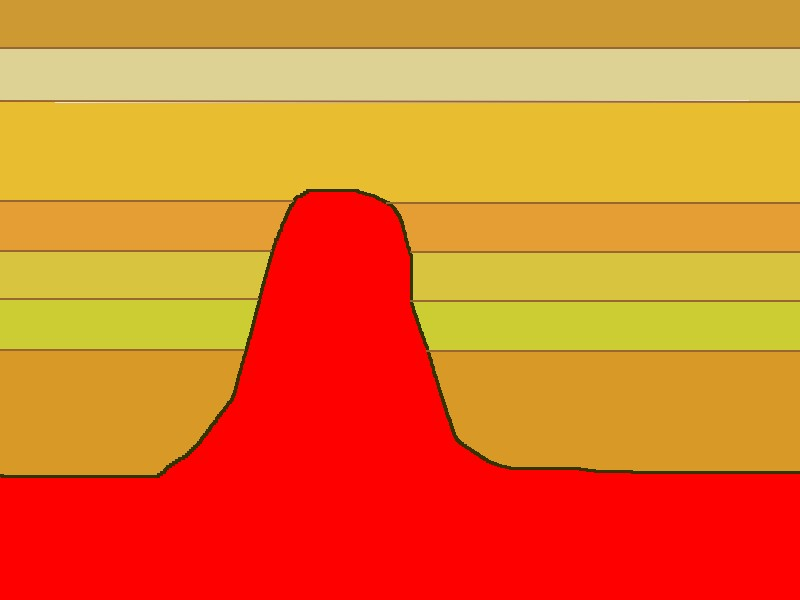
Peň
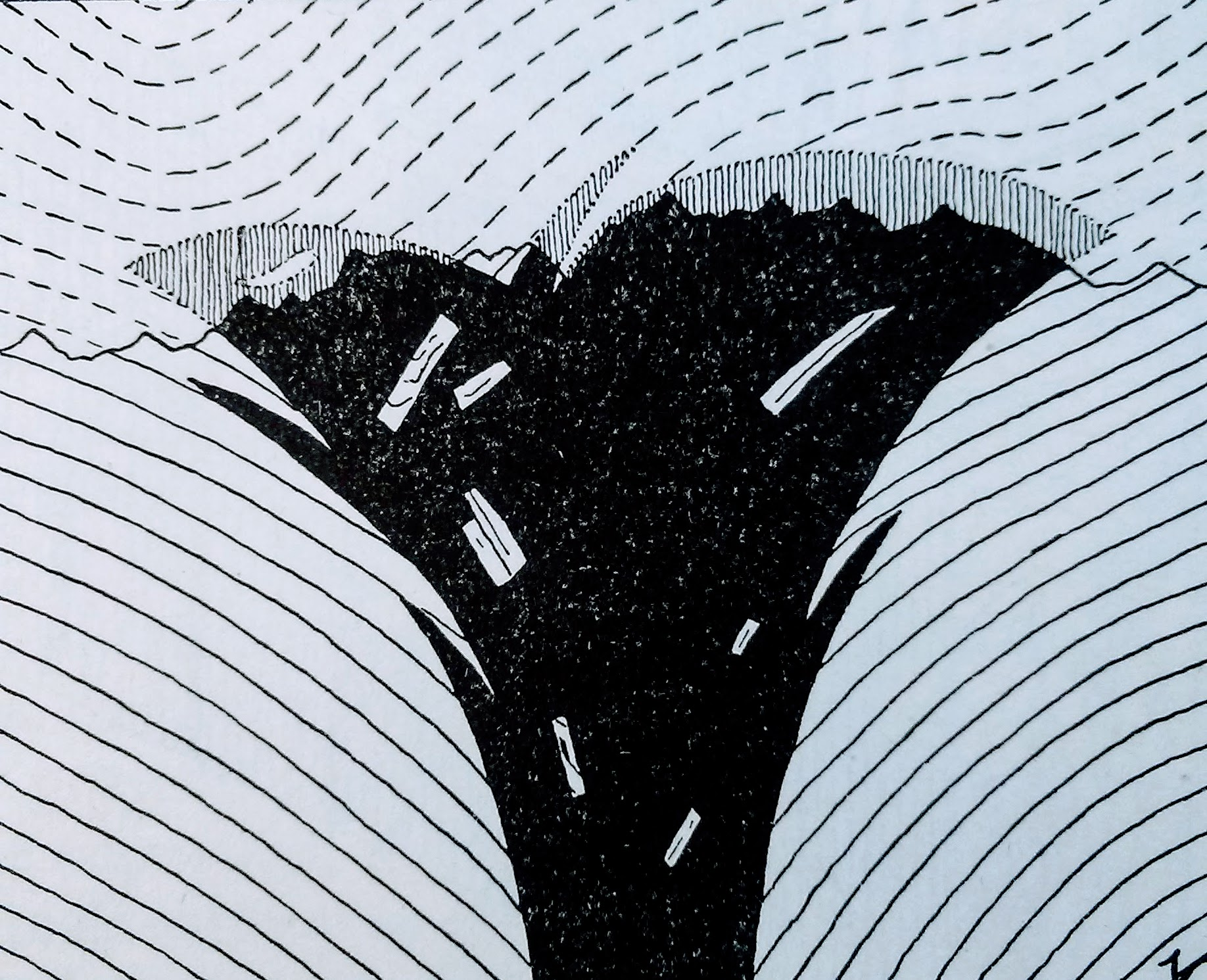
Etmolit, (schema podle W. Salomona)
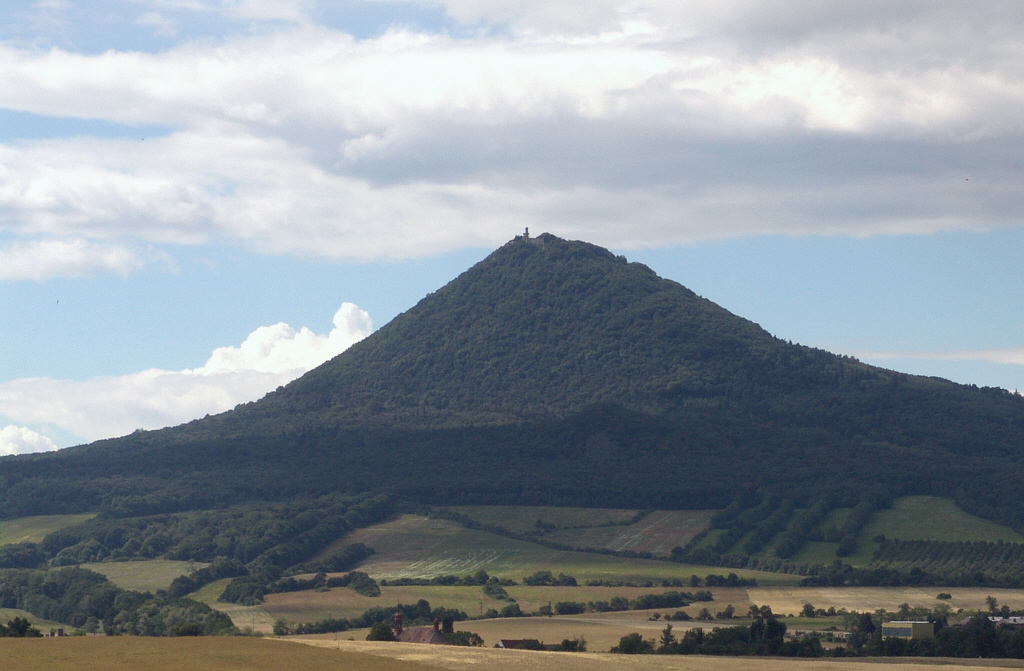
Milešovka, vytlačená znělcová kupa typu homolí
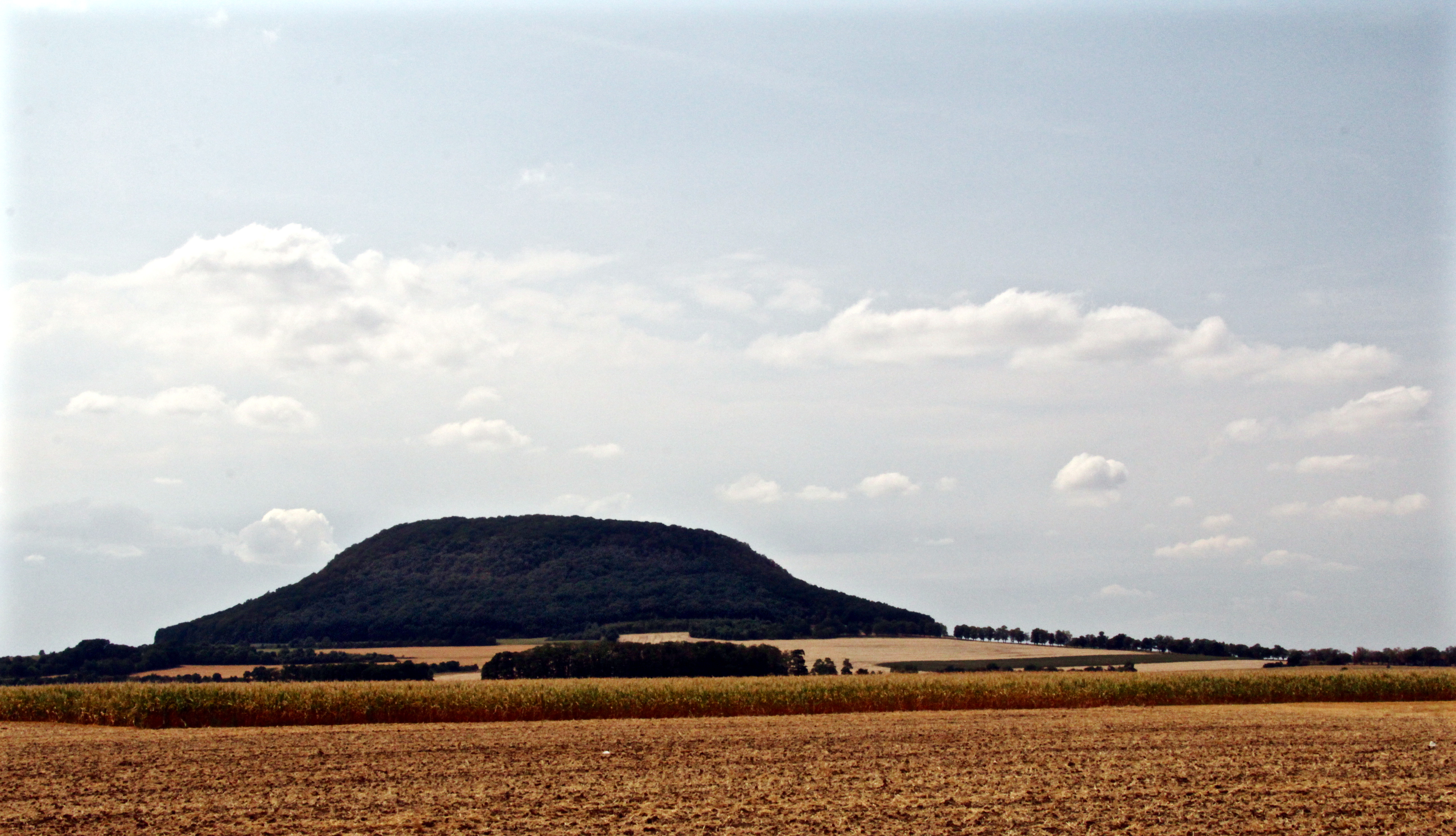
Říp, vytlačená čedičová kupa bochníkovitého typu.
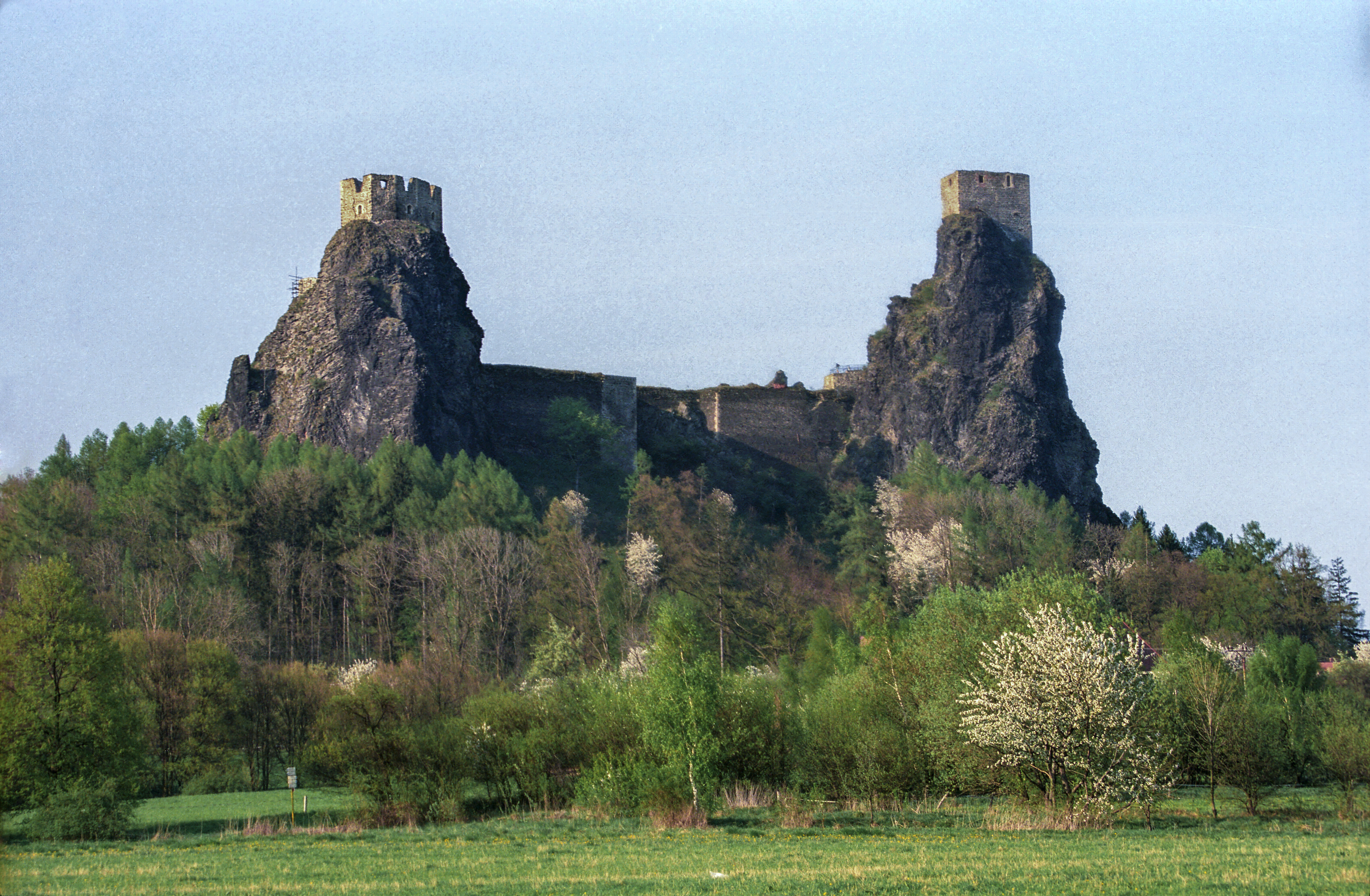
Trosky, dva denudací vypreparované sopečné komíny, vyplněné odolným čedičem.